# Alcester (South Dakota)
|  | Dieser Artikel wurde aufgrund von inhaltlichen Mängeln auf der Qualitätssicherungsseite des Projektes USA eingetragen. Hilf mit, die Qualität dieses Artikels auf ein akzeptables Niveau zu bringen, und beteilige dich an der Diskussion! Eine nähere Beschreibung der zu behebenden Mängel fehlt. |

Alcester ist ein US-amerikanischer Ort im Union County in South Dakota. Er hat eine Fläche von 0,9 km². Das U.S. Census Bureau hat bei der Volkszählung 2020 eine Einwohnerzahl von 820 ermittelt.

## Geschichte
Alcester wurde im Jahr 1879 gegründet. Der Ort wurde nach einem Colonel der British Army benannt. Andere Namen des Ortes waren Linia und Irene.